# Zerkoum
Ne doit pas être confondu avec Zorkoum.
Zerkoum est une commune située dans le département de Kindi de la province de Boulkiemdé dans la région du Centre-Ouest au Burkina Faso.

## Géographie
Zerkoum se trouve à 6 km au sud-ouest de Kindi et à 2 km au nord de Koné.

## Démographie
| 2003  | 2006  | 2012 |
| ----- | ----- | ---- |
| 3 245 | 3 104 | -    |

## Santé et éducation
Zerkoum accueille une maternité isolée tandis que le centre le soins le plus proche est le centre de santé et de promotion sociale (CSPS) de Koné et que le centre médical avec antenne chirurgicale (CMA) se trouve à Nanoro.
Le village possède deux écoles primaires publiques (bourg et Nabgogo).